# Luis del Corral y Arias
Luis del Corral y Arias (nacido en 1784 en Zaragoza, España, 1854) fue un militar y político español.

## Reseña biográfica
Era noble. En 1836 fue Brigadier de Caballería.
En 1819 se le otorgó la Cruz de San Fernando de Primera Clase.
En 1835 se le otorgó la Cruz y Placa de San Hermenegildo.
En 1843 se le otorgó la Gran Cruz de San Hermenegildo.
En 1843 fue Mariscal de Campo.
Fue Jefe Político de Zaragoza en comisión.
Del 13 de enero de 1837 al 20 de abril de 1837 fue Presidente de la Diputación Provincial de Zaragoza.
Fue cesado por la Real Orden de 20 de abril de 1837 en la que se encarga de dicho Gobierno a José March y Labores, Secretario de este Gobierno Político a quien entregó el mando político el 23 de abril de 1837.
Falleció en 1854.

## Condecoraciones
- Cruz de San Fernando de Primera Clase (1819).
- Cruz y Placa de San Hermenegildo (1835).
- Gran Cruz de San Hermenegildo (1843).

| Predecesor: Juan García Barzanallana | Presidente de la Diputación Provincial de Zaragoza 13 de enero de 1837 - 20 de abril de 1837 | Sucesor: José March y Labores |